# Cunicultura

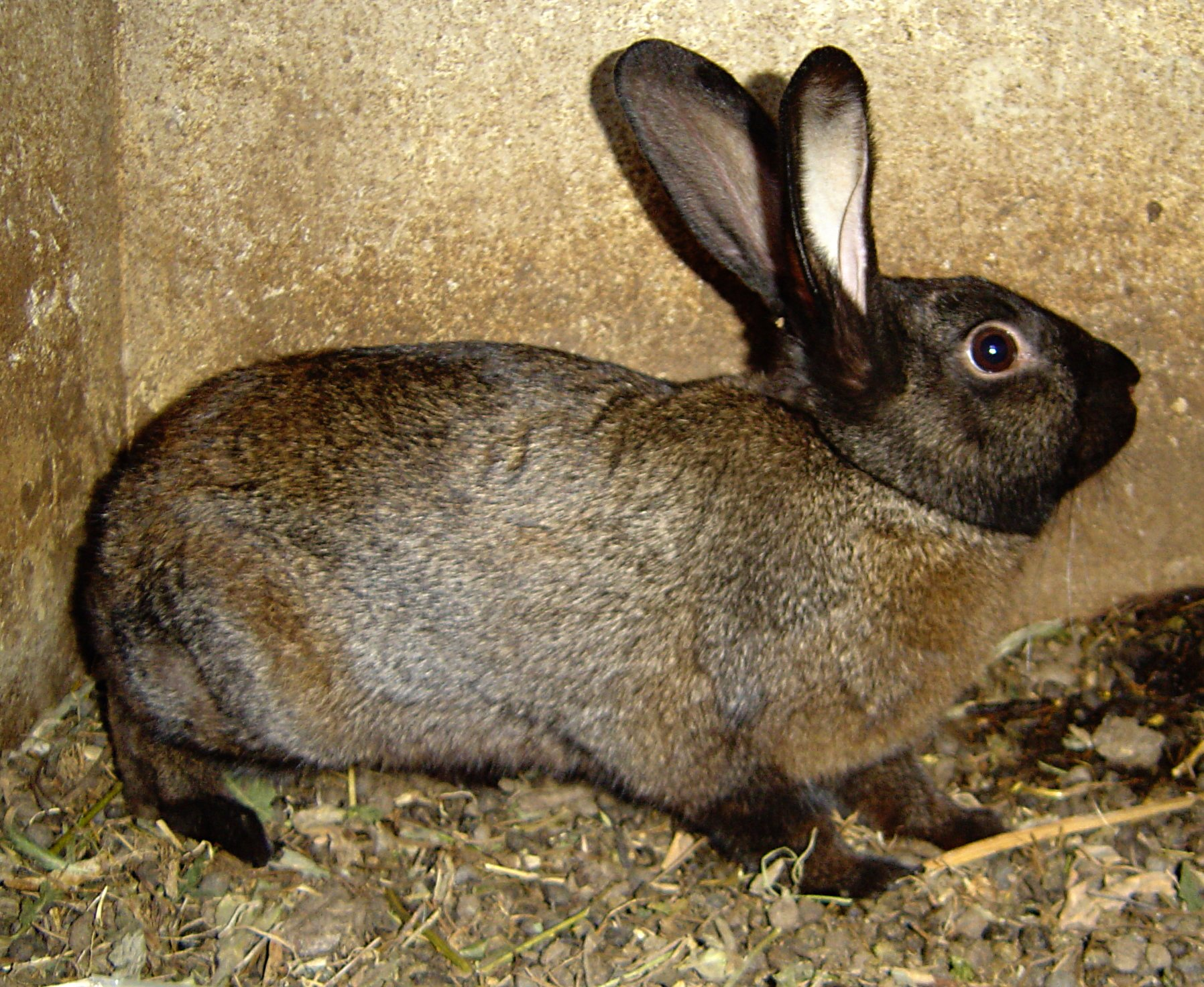
Un conill en una gàbia.

La cunicultura o cuniculicultura és el coneixement agropecuari orientat a la cria i explotació ramadera de conills per al seu consum alimentari, pelleteria, repoblació i manteniment de vedats de cacera.

## A Catalunya
Durant els anys 1980 va ser un sector bastant estès pel territori català amb petites (100 mares) i mitjanes explotacions (de 500 a 3000 mares). Però cap a mitjans dels anys 90 només sobrevisqueren explotacions de petits productors criant conills per a consum propi, o de monopolis dirigits per les mateixes empreses que distribuïen els pinsos i que posteriorment compraven el bestiar per comercialitzar-lo.

### Reestructuració del sector
L'entrada de conill procedent d'altres països també va contribuir a la crisi del sector. Els preus del mercat s'establien des de la llotja. Sense la importació estrangera, els preus s'apujaven quan augmentava la demanda o quan baixava la producció.
Els conills són animals que, per la seva fisiologia, poden reabsorbir els fetus en cas d'estres o en èpoques de qualsevol tipus precarietat per l'animal (calor, soroll, variació de la qualitat del pinso, malalties menors, etc.). Així que era corrent que una producció baixa, en una determinada setmana, no fos un fet aïllat d'una sola explotació. Per tant, la manipulació del preu de mercat, fent servir la importació per contenir-los, va comportar la fallida del petit i mitjà empresari. Mentre, les poques empreses que gestionaven, mitjançant cooperatives, la cria a gran escala, la distribució al mercat i les importacions, van acaparar el mercat.

## Altres característiques
- Un dels factors més perjudicials per a aquest sector, a qualsevol territori, són malalties típiques d'aquest bestiar com la mixomatosi (col·loquialment anomenada mixo). Tot i existir vacunes per aquesta malaltia és difícil tractar les bestioles per recuperar-les i generalment s'han d'acabar sacrificant.

- A diferència dels animals en el seu entorn natural, els conills d'explotació poden criar una mitjana de 9 cries a cada part, tot i que en poden arribar a parir uns 16 llorigons, que es poden redistribuir amb femelles que n'hagin tingut menys de 9 o que se'ls hi hagin mort. Això és possible perquè l'explotació es basa en una meta per llorigó aproximadament, a banda de la qualitat i disponibilitat de l'aliment, així com l'adequació de les instal·lacions a les condicions òptimes.

- La mitjana de parts a l'any també és molt diferent dels animals lliures. Sol ser d'un part per mes i mig; això vol dir que als 15 dies del part es torna a tirar al mascle.

- També cal tenir en compte que el conill és un animal molt sensible, peculiar i espantadís. El cunicultor, a més de ser un bon professional i coneixedor de les diferents tasques dins la cunicultura, ha de saber tractar-los. El tracte donat a l'animal influeix directament a la seva disposició per reproduir-se.

## Principals tasques dins la cunicultura
Hi poden haver d'addicionals, però les principals són:
- El "cobriment" de les femelles (la tira de la femella al mascle):
  - S'ha de saber adaptar les parelles compatibles, tot i que normalment el mascle ja té les seves femelles assignades.
  - S'ha de tenir mà per estimular-los adequadament i evitar conflictes dins la parella. Si una parella té un conflicte és possible que mai torni a ser compatible i s'hagi d'adjudicar la femella a un altre mascle.
- La selecció de reproductors. Cal seleccionar els exemplars millor dotats tenint com a referents els progenitors: 
  - Mascles molt actius i traçuts (cal que tinguin capacitat d'adaptació per a cada femella).
  - Femelles molt prolífiques (parts molt nombrosos) i amb molt instint maternal (cal que siguin dedicades, traçudes per fer els nius i protectores però no en excés perquè no acceptarien cries excedents).
  - Establir-hi línies no endogàmiques dins l'explotació. En cas d'explotacions petites s'adquireixen d'altres, quan més llunyanes millor.
- El control dels parts:
  - Detecció de femelles conflictives (agressives amb les cries).
  - Comprovació i adequació dels nius.
  - Redistribució de les cries, per aconseguir el mínim nombre per femella i no sobrecarregar les mares.
- El control diari de baixes.
- La renovació d'exemplars no productius.
- El Seguiment sanitari rutinari:
  - Vacuna de totes les cries d'un mes.
  - Cura de petites infeccions o problemes sanitaris menors i puntuals. Per exemple: otitis, diferents tipus de sarnes, refredats, deformacions menors en les dents o ungles, problemes oculars, etc.
  - Sacrifici dels exemplars sospitosos de malalties infeccioses greus (amb confirmació del veterinari).

A banda d'aquestes tasques pròpies del cunicultor, cal afegir les de neteja i desinfecció o del subministrament alimentari, d'igual importància.